# ويليام إتش. إتش. كولز
ويليام إتش. إتش. كولز هو محامي وسياسي أمريكي، ولد في 22 أبريل 1840، وتوفي في 30 ديسمبر 1901 في ويلكسبورو في الولايات المتحدة. نشط حزبياً في الحزب الديمقراطي. وقد انتخب عضو مجلس النواب الأمريكي ‏.